# Данево
Данево — село в Касимовском районе Рязанской области, входит в состав Дмитриевского сельского поселения.

## География
Село расположено в 3 км на запад от центра поселения деревни Дмитриево и в 18 км на северо-восток от райцентра города Касимов. 

## История
По окладным книгам 1676 г. в нём числилась церковь Великого Чудотворца Николая, при церкви двор попа Федора, двор просвирницын, семнадцать крестьянских дворов и три двора бобыльских . В 1779 г. село отчислено из Шацкого уезда в Касимовский. Вторая деревянная церковь во имя Честного Славного Пророка Предтечи и Крестителя Иоанна была построена в 1791 г., а освящена в 1796 г., после пристроения в 1795 г. к ней тёплого придела в храмонаименование Великого Чудотворца Николая, при священнике Алексее Васильевиче Лебедеве (Боброве). В 1917 г. разобрана и перевезена в село Двойново Меленковского района Владимирской области. Третья каменная церковь  в честь Усекновения Честной Главы Иоанна Предтечи была построена и освящена 21.09.1897 г. при священнике Николае Ивановиче Динариеве (Великодворском).  
В конце XIX — начале XX века село относилось к Дмитриевской волости Касимовского уезда Рязанской губернии. В 1859 году в селе числилось 37 дворов, в 1906 году — 98 дворов.

## Население
| 1859 | 1906 |
| ---- | ---- |
| 325  | 777  |

| 1859 | 1897 | 1906 | 2010 |
| ---- | ---- | ---- | ---- |
| 325  | ↗606 | ↗777 | ↘91  |

## Достопримечательности
В селе находится действующая церковь Усекновения Честной Главы Иоанна Предтечи.